# Passiflora coriacea
Passiflora manicata je biljna vrsta iz porodice Passifloraceae. Zovu je još i divlji slatki kalabaš i pasijonka šišmišjeg lista. Neobična je tropska penjačica osebujnih listova. Listovi su joj u obliku šišmišjih krila. Ovalna je ili okrugla purpurna ploda. Brzo raste do visine od par metara. Listovi su tamnozeleni i često sa svjetlozelenim pjegama. Cvjetovi su bijeložuti, svojstvene za Passiflore kad je toplo vrijeme.
Sinonim je Passiflora maximaca Tang.